# Journée internationale de la musique
La Journée internationale de la musique est célébrée le 1er octobre, date fixée par l'UNESCO en 1975 pour célébrer les diverses expressions et l'importance mondiale de la musique. Cette journée rend hommage aux musiciens et aux différents styles musicaux que des personnes de tous horizons apprécient et partagent, les réunissant autour d'un sentiment commun,,.

## Histoire
La Journée internationale de la musique a été officiellement instaurée le 1er octobre, à partir de 1975 dans le but d'unir les personnes de tous horizons à travers leurs diverses expressions artistiques, en particulier la musique, symbole d'égalité car elle résonne auprès de tous.
La date varie d'un pays à l'autre, mais l'objectif reste le même. Certains pays européens le célèbrent le 22 novembre, en France, il est célébré le 21 juin, comme Fête de la musique, et en Uruguay, le 10 octobre.
Ce concept a été initié par Lord Yehudi Menuhin pour promouvoir la musique dans tous les segments de la société et défendre les idéaux de paix et d'amitié entre les nations de l'UNESCO. Ses objectifs comprennent la promotion de l'échange d'expériences et de l'appréciation mutuelle des valeurs esthétiques, ainsi que la promotion des activités du Conseil international de la musique, de ses organisations internationales, des comités nationaux et de sa politique globale.
Depuis 1975, des millions de personnes dans le monde célèbrent chaque année la Journée internationale de la musique.